# Kazache-Borísovski
Kazache-Borísovski (del ruso: Казаче-Борисовский) es un jútor del raión de Tijoretsk del krai de Krasnodar, en Rusia. Está situado en las llanuras de Kubán-Priazov, a orillas del río Borísovka, afluente por la derecha del Chelbas, 25 km al sudeste de Tijoretsk y 130 km al nordeste de Krasnodar, la capital del krai. Tenía 223 habitantes en 2010
Pertenece al municipio Yugo-Sévernoye.

## Transporte
Por la localidad pasa la carretera federal M29 Cáucaso Pávlovskaya-frontera azerí.